# Сборная Греции по хоккею с шайбой
Сборная Греции по хоккею с шайбой — национальная команда, представляющая Грецию на соревнованиях по хоккею с шайбой. Является членом Международной хоккейной федерации.

## История
Хоккей в Греции появился в 1984 году. Первый официальный чемпионат Греции прошёл в 1989 году, в нём приняли участие 5 команд. В 1990 году появилась юниорская сборная Греции, которая отправилась на чемпионат мира в группу C (турнир прошёл в Югославии). Через год она выступила на чемпионате мира в Италии, ещё через год появилась и сама сборная Греции. Греки приняли участие в турнире группы C чемпионата мира. Турнир проходил в Южной Африке, и греческая команда проводила тренировки в течение двух недель и при поддержке греческой диаспоры Южной Африки. Команда заняла 3-е место на турнире, получив бронзовые награды, а в общем зачёте заняла 21-е место.
Однако в 1993 году ввиду экономического кризиса в стране оказалось невозможным содержать хоккеистов, и сборная была распущена. В 2003 году был закрыт последний ледовый каток в Греции, и игроки вынуждены были уехать в Чехию для тренировок. Команде угрожало исключение из ИИХФ и расформирование, однако письмо Димитриса Каливаса, капитана сборной Греции, помогло сохранить сборную. В 2008 году грекам разрешили выступать на чемпионате мира в III дивизионе. Греческая команда победила армян со счётом 8:5, проигрывая им по ходу встречи со счётом 0:5, в том матче хет-триком отметился звезда армянского хоккея игрок Цахкадзор и лучший игрок Армении 20 века Карагозян Ашот, и боснийцев со счётом 10:1. В 2010 году греки завоевали серебряные награды III дивизиона чемпионата мира, что считается лучшим их достижением. В 2012 году «Эллины» заняли предпоследнее место, а это означает, что они должны принять участие в квалификационном турнире.